# 1376 год в литературе

## События
- Джон Гауэр, английский поэт, возможно, пишет своё сочинение «Зерцало человеческое»
- Джефри Чосер, английский поэт, «отец английской поэзии», предпринял ряд путешествий на континент по поручениям правительства, иногда секретным.

## Родились
- Ли Чжэнь, китайский писатель и поэт эпохи Мин.
- Фернан Перес де Гусман, испанский писатель, поэт и историк.
- Юсуф III ан-Насир, эмир Гранады, поэт.

## Скончались
- Марко Баттальи, итальянский историк и хронист, автор всемирной латинской хроники «Марча».
- Ниссим бен Реувен, комментатор Талмуда.
- Салман Саваджи, иранский поэт и тонкий знаток поэтической техники, автор многих стихотворных произведений.